# 중국갯첨서
중국갯첨서(Chimarrogale styani)는 땃쥐과에 속하는 포유류의 일종이다. 중국과 미얀마에서 발견된다.